# Суинин
Суинин (垂仁天皇 Suinin-tennō), познат и као Икумеирибикоисачи но Микото (伊久米伊理毘古伊佐知命, いくめいりびこいさちのみこと) био је једанаести цар Јапана.
Суинин спада у тз. митолошке цареве и сматра се да је владао у периоду од 29. п. н. е. – 70. н. е,

## О владару
Нема података о животу овог цара, тако да су каснија истраживања врло отежана. Први је 29. цар Кинмеи (цца. 509 - 571) за кога савремена историографија у стању да одреди проверљиве податке. Име Суинин је добио постхумно од каснијих генерација.
Легенда каже да је пре око две хиљаде година, цар Суинин наредио својој кћерки, принцези Јаматохиме-но-Микото, да пронађе одговарајућу сталну локацију где ће да се одржавају церемоније у част Богиње сунца Аматерасу-омиками. После двадесет година трагања, одлучено је да се населе у подручју Исе и оснују светилиште Исе. According to Asama Shrine tradition, the earliest veneration of Konohanasakuya-hime at the base of Mount Fuji was in the 8th month of the 3rd year of the reign of Emperor Suinin.
Суининов гроб није познат, али постоји маузолеј назван Сугавара но Фушими но хигаши но мисасаги (Нара), који је формално прихваћен као његов гроб.

## Супруге и деца
Царица(прва): Сахохиме (狭穂姫命), ћерка Хикоимасу (彦坐王)
- Принц Хомуцуваке (誉津別命)

Царица(друга): Хибасухиме (日葉酢媛命), ћерка Танба но Мичиноуши (丹波道主王)
- Принц Инишикирихико (五十瓊敷入彦命)
- Принц Отарашихикосироваке (大足彦忍代別尊) цар Кеико
- Принцеза Онакацухиме (大中姫命)
- Принцеза Јаматохиме (倭姫命) Саио
- Принц Вакакинирихико (稚城瓊入彦命)

Нубатанирихиме (渟葉田瓊入媛), млађа сестра Хибасухиме
- Принц Nuteshiwake (鐸石別命), претеча Ваке клана (Ваке но Кијомаро)
- Принцеза Икатарашимиме (胆香足姫命)

Матонохиме (真砥野媛), млађа сестра Хибасухиме
Азаминирихиме (薊瓊入媛), млађа сестра Хибасухиме
- Принц Икохајаваке (息速別命)
- Принцеза Вакасацухиме (稚浅津姫命)

Кагујахиме (迦具夜比売), ћерка Оцуцукитарине (大筒木垂根王)
- Принц Онабе (袁那弁王)

Канихататобе (綺戸辺), ћерка Јамаширо но Окуни но Фучи (山背大国不遅)
- Принц Ивацукуваке (磐撞別命), претеча Мио клана (三尾氏)
- Принцеза Футаџиирихиме (両道入姫命), жена Јаматотакеру, мајка цара Чуаи

Карихататобе (苅幡戸辺), старија сестра Канихататобе
- Принц Очиваке (祖別命)
- Принц Икатарашихико (五十日足彦命)
- Принц Итакеруваке (胆武別命)

непознато
- Принц Тубураме (円目王)